# Liste der Naturschutzgebiete im Landkreis Kelheim
Im Landkreis Kelheim gibt es 12 Naturschutzgebiete (Stand Ende 2022).
| Name                                            | Bild | Kennung                             | Kreis                                   | Einzelheiten | Position | Fläche Hektar | Datum |
| ----------------------------------------------- | ---- | ----------------------------------- | --------------------------------------- | --- | -------- | ------------- | ----- |
| Binnendünen bei Siegenburg und Offenstetten     |      | NSG-00221.01 WDPA: 162422           | Landkreis Kelheim                       | Siegenburg , Abensberg Flugsand-, Decksand- und Terrassensandvorkommen.                                                                 | ⊙        | 25,14         | 1984  |
| Goldau                                          |      | NSG-00203.01 WDPA: 163270           | Landkreis Kelheim                       | Neustadt an der Donau Altwasser und Schilfröhrichte.                                                                                    | ⊙        | 24,59         | 1984  |
| Klamm und Kastlhäng                             |      | NSG-00088.01 WDPA: 82070            | Landkreis Kelheim                       | | ⊙        | 250,15        | 1969  |
| Ludwigshain                                     | BW   | NSG-00008.01 WDPA: 82117            | Landkreis Kelheim                       | Hienheim Waldteil. | ⊙        | 2,16          | 1939  |
| Mattinger Hänge                                 |      | NSG-00037.01 WDPA: 82144            | Landkreis Kelheim, Landkreis Regensburg | Matting Bewaldete Hangleite mit markanten Felsformationen. LK Kelheim 11,25 ha, LK Regensburg 48,05 ha                                  | ⊙        | 59,30         | 1941  |
| Niedermoor südlich Niederleierndorf             | BW   | NSG-00212.01 WDPA: 164808           | Landkreis Kelheim                       | | ⊙        | 62,15         | 1984  |
| Sandharlander Heide                             |      | NSG-00090.01 WDPA: 82486            | Landkreis Kelheim                       | | ⊙        | 11,12         | 1970  |
| Schloß Prunn                                    |      | NSG-00075.01 WDPA: 82527            | Landkreis Kelheim                       | Riedenburg Die zur Altmühl abfallenden Jurahänge zwischen den Orten Prunn und Pillhausen mit dem Mittelpunkt „Schloss Prunn“.           | ⊙        | 77,46         | 1956  |
| Schulerloch                                     |      | NSG-00087.01 WDPA: 82557            | Landkreis Kelheim                       | Essing Steppenheidewald, Kalk-Buchenwald und Karsthöhle.                                                                                | ⊙        | 12,67         | 1968  |
| Sippenauer Moor                                 |      | NSG-00009.01 WDPA: 82597            | Landkreis Kelheim                       | Mitterfecking Einzigartiges Schwefelquell-Moor am Randbereich der Alb.                                                                  | ⊙        | 8,72          | 1939  |
| Ehemaliger NATO-Übungsplatz Siegenburg          |      | NSG-00755.01 WDPA: 555595783        | Landkreis Kelheim                       | Siegenburg | ⊙        | 273,71        | 2015  |
| Weltenburger Enge, Hirschberg und Altmühlleiten |      | NSG-00759 (200.080) WDPA: 555521823 | Landkreis Kelheim                       | Entstand 2022 durch Zusammenlegung des NSG Weltenburger Enge und des NSG Hirschberg und Altmühlleiten (Verordnung vom 21. Oktober 2022) | ⊙        | 933,62        | 2022  |
| Legende für Naturschutzgebiet                   |      |                                     |                                         | |          |               |       |

Ehemalige Naturschutzgebiete
Das NSG Weltenburger Enge und das NSG Hirschberg und Altmühlleiten, die beiden bis dahin größten Naturschutzgebiete im Landkreis Kelheim, wurden im Oktober 2022 vereinigt. Seither gibt es das NSG Weltenburger Enge, Hirschberg und Altmühlleiten.
| Name                          | Bild | Kennung                   | Kreis             | Einzelheiten                                    | Position | Fläche Hektar | Datum |
| ----------------------------- | ---- | ------------------------- | ----------------- | ----------------------------------------------- | -------- | ------------- | ----- |
| Hirschberg und Altmühlleiten  | BW   | NSG-00503.01 WDPA: 163698 | Landkreis Kelheim |                                                 | ⊙        | 374,98        | 1995  |
| Weltenburger Enge             | BW   | NSG-00089.01 WDPA: 6977   | Landkreis Kelheim | Kelheim Das Donautal von Weltenburg bis Kelheim | ⊙        | 559,25        | 1970  |
| Legende für Naturschutzgebiet |      |                           |                   |                                                 |          |               |       |